# Polina Kaplina
Polina Andrejevna Kaplina (russisk: Полина Андреевна Каплина ; født 16. september 1999 i Irkutsk, Rusland) er en kvindelig russisk håndboldspiller som spiller for CSKA Moskva og Ruslands kvindehåndboldlandshold.